# 阿尔弗雷德·弗劳恩费尔德

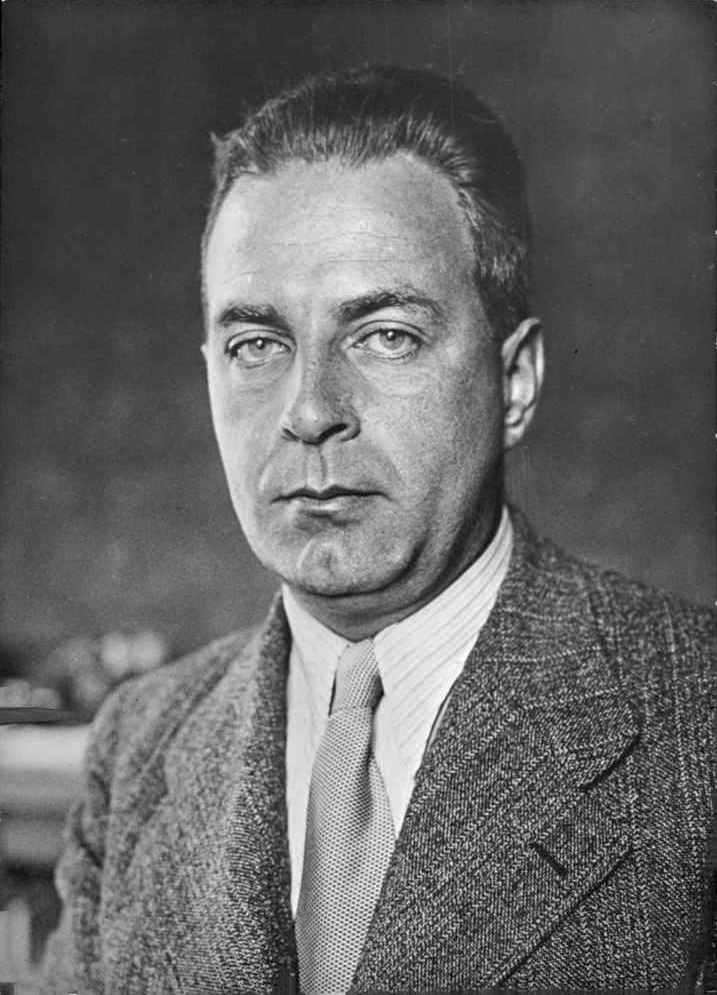
阿尔弗雷德·弗劳恩费尔德

阿尔弗雷德·爱德华·弗劳恩费尔德（Alfred Eduard Frauenfeld，1898年5月18日—1977年5月10日）是一名奥地利纳粹领袖。他的本职工作是工程师，属于奥地利纳粹主义势力的亲德派系。1934年5月，弗劳恩费尔德在纳粹党的慕尼黑总部获得了一个职位。1939年10月，二战爆发后，弗劳恩费尔德被任命为帝国外交部总领事（Generalkonsul/ consul general）。1943年8月，弗劳恩费尔德想加入党卫队，于是向希姆莱提出请求，但后者没有同意。
1947年，阿尔弗雷德·弗劳恩费尔德被维也纳一法庭缺席判处15年监禁。
1949年7月22日，一個名叫“兄弟会”（Bruderschaft）的秘密纳粹组织在汉堡成立，当时弗劳恩费尔德正在汉堡的一家建筑公司当经理，他就加入了該組織。他還与古斯塔夫·阿道夫·希尔（Gustav Adolf Scheel）关系很近，而后者就活跃在与兄弟会类似的秘密社团中。1951至1951年，弗劳恩费尔德参与创建了新纳粹准军事组织“德意志自由军团”（Freikorps Deutschland）。1953年2月10日，西德政府查封了德意志自由军团，而且以密谋颠覆政府为由逮捕了其四名领导人，其中就有弗劳恩费尔德。但弗劳恩费尔德在几天后就获释了，对他的指控后来也都被撤销了。他在汉堡度过了余生。